# San Bartolo, Puebla
San Bartolo är en ort i Mexiko.   Den ligger i kommunen Zacatlán och delstaten Puebla, i den sydöstra delen av landet, 130 km öster om huvudstaden Mexico City. San Bartolo ligger 2 070 meter över havet och antalet invånare är 373.
Terrängen runt San Bartolo är varierad. Runt San Bartolo är det ganska tätbefolkat, med 54 invånare per kvadratkilometer. Närmaste större samhälle är Zacatlán, 2,0 km norr om San Bartolo. Omgivningarna runt San Bartolo är en mosaik av jordbruksmark och naturlig växtlighet.